# Venedig (Erfurt)

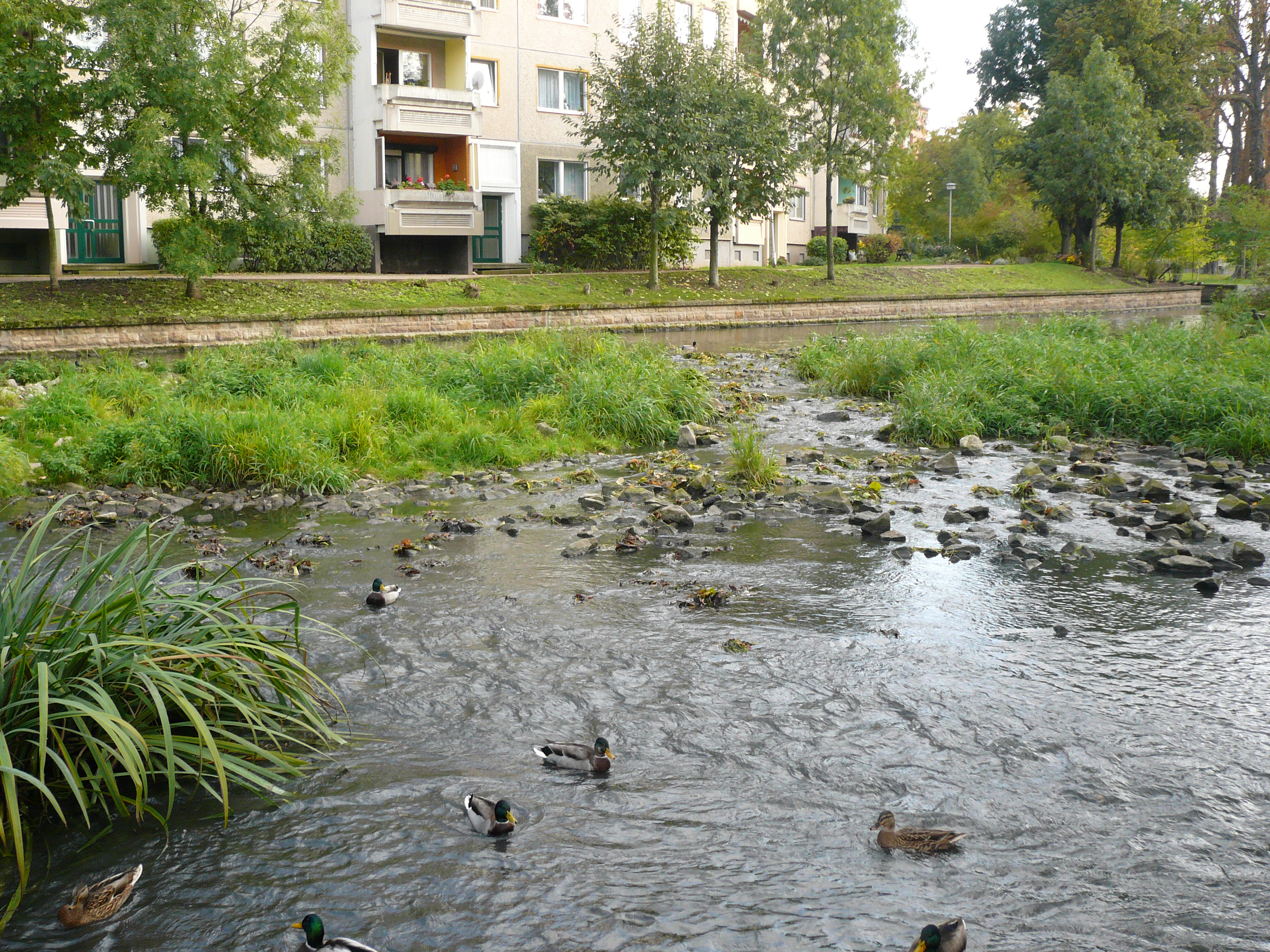
Wasser ist das zentrale Element im Park. Hier fließt der rechte Arm des Breitstroms über ein seichtes Steinbett.

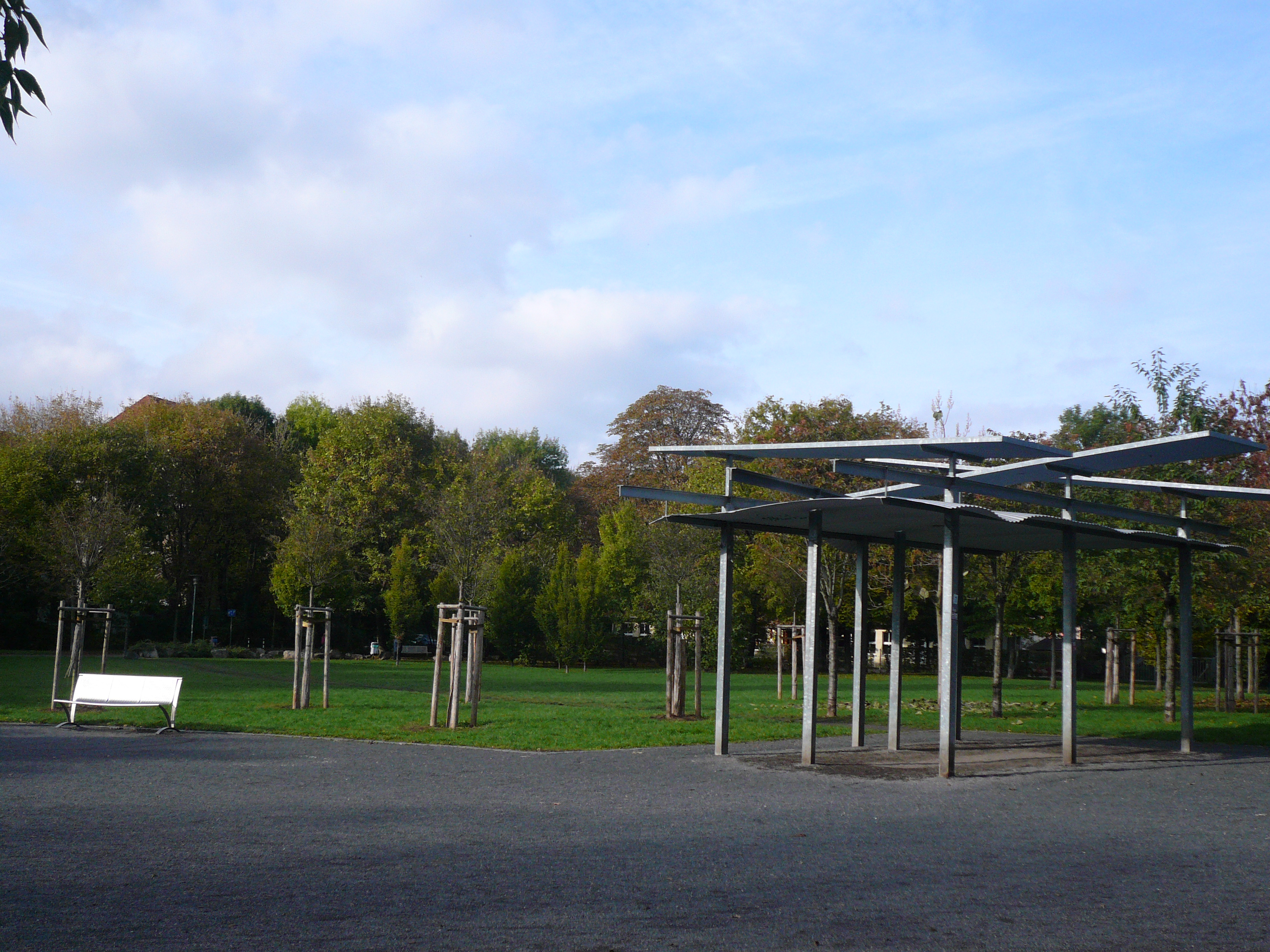
Die zentrale Grünfläche des Venedig

Das Venedig ist ein parkähnliches Gelände in der thüringischen Landeshauptstadt Erfurt. Es bildet die nordöstliche Begrenzung des Andreasviertels. Geprägt ist das 300 Meter lange und bis zu 105 Meter breite Gebiet durch die Gera, die sich mehrfach verzweigt und einige Inseln bildet. Der Breitstrom als dortiger Gera-Hauptarm geht im Venedig in die Wilde Gera über; zudem spaltet sich von ihm die Schmale Gera ab. Der Park erstreckt sich zwischen der Gera im Westen, der Pfeiffersgasse im Nordosten, der Steinstraße im Osten und der Straße Venedig im Süden.
Diese Parkanlage liegt heute an der Stelle, an der früher die inneren Befestigungsanlagen der Stadt die Gera querten. Im 16. Jahrhundert standen im Bereich des Parks zeitweise bis zu sieben Wassermühlen, die heutzutage jedoch alle demontiert oder umgestaltet sind. Im Jahre 1666 erfolgte die erste Nennung des Färberhauses Zur kleinen Venedige auf der Breitstrominsel und 1826 wurde diese Insel in einem Stadtplan erstmals als Venedig bezeichnet. Die Namensherkunft beruht einerseits auf dem althochdeutschen Wort Fenn, beziehungsweise dem rheinischen Wort veen, welches einen Sumpf oder eine moorige Niederung bezeichnet. Mit dige steht im zweiten Wortteil die mittelniederdeutsche Entsprechung für Wachsen, Gedeihen oder Aufquellen. Es liegt jedoch näher, einen Bezug zur italienischen Stadt Venedig herzustellen, mit der Erfurt über viele Jahrhunderte Handelsbeziehungen pflegte. Ab 1998 wurden die Flächen schrittweise vom Garten- und Friedhofsamt Erfurt umgestaltet und im Jahre 2004 mit zwei neuen Brücken, weiten Grünflächen und Fuß- und Radwegen fertiggestellt.

## Galerie

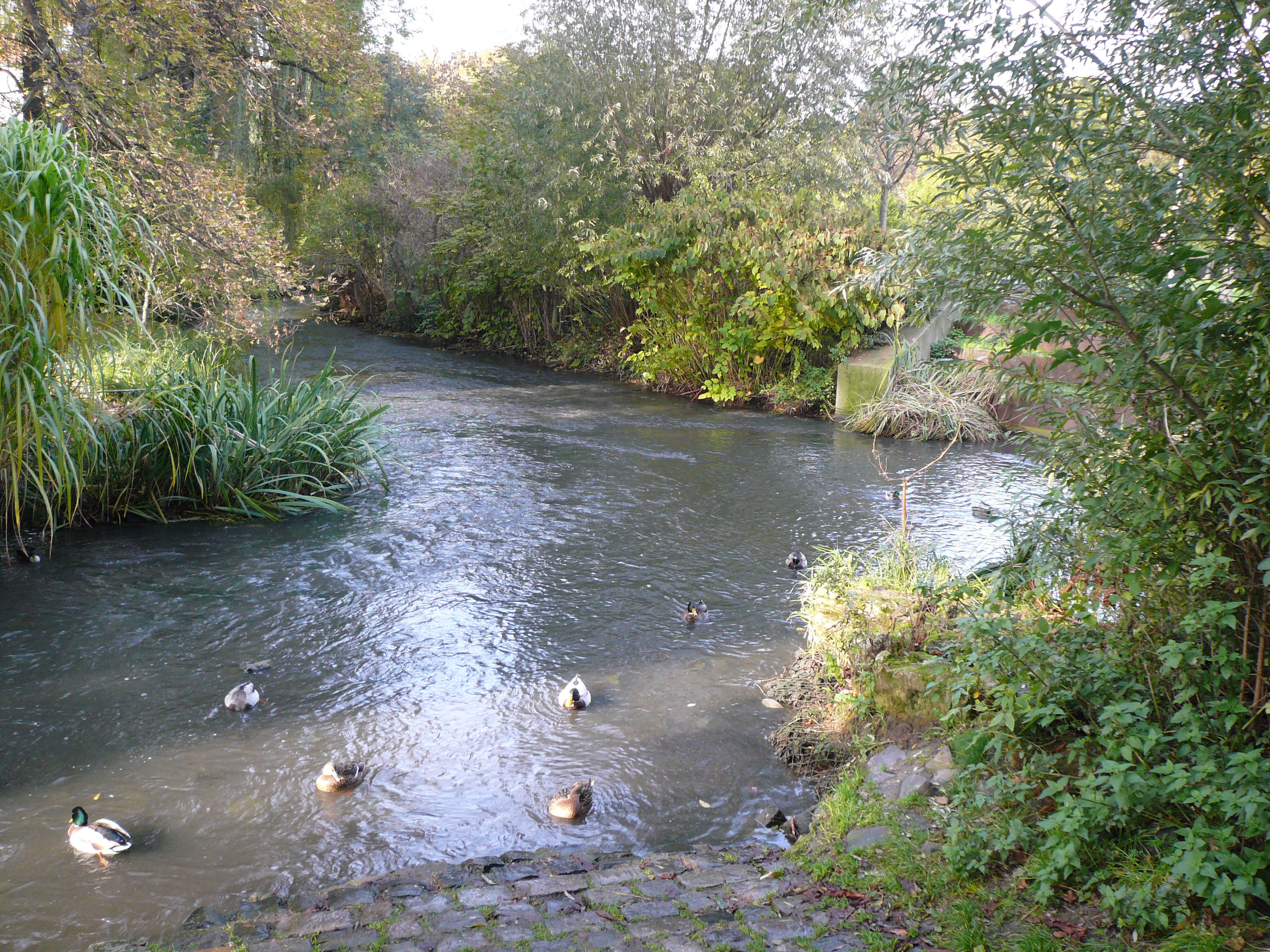
Zusammenfluss der beiden Breitstrom-Arme hinter einer Insel
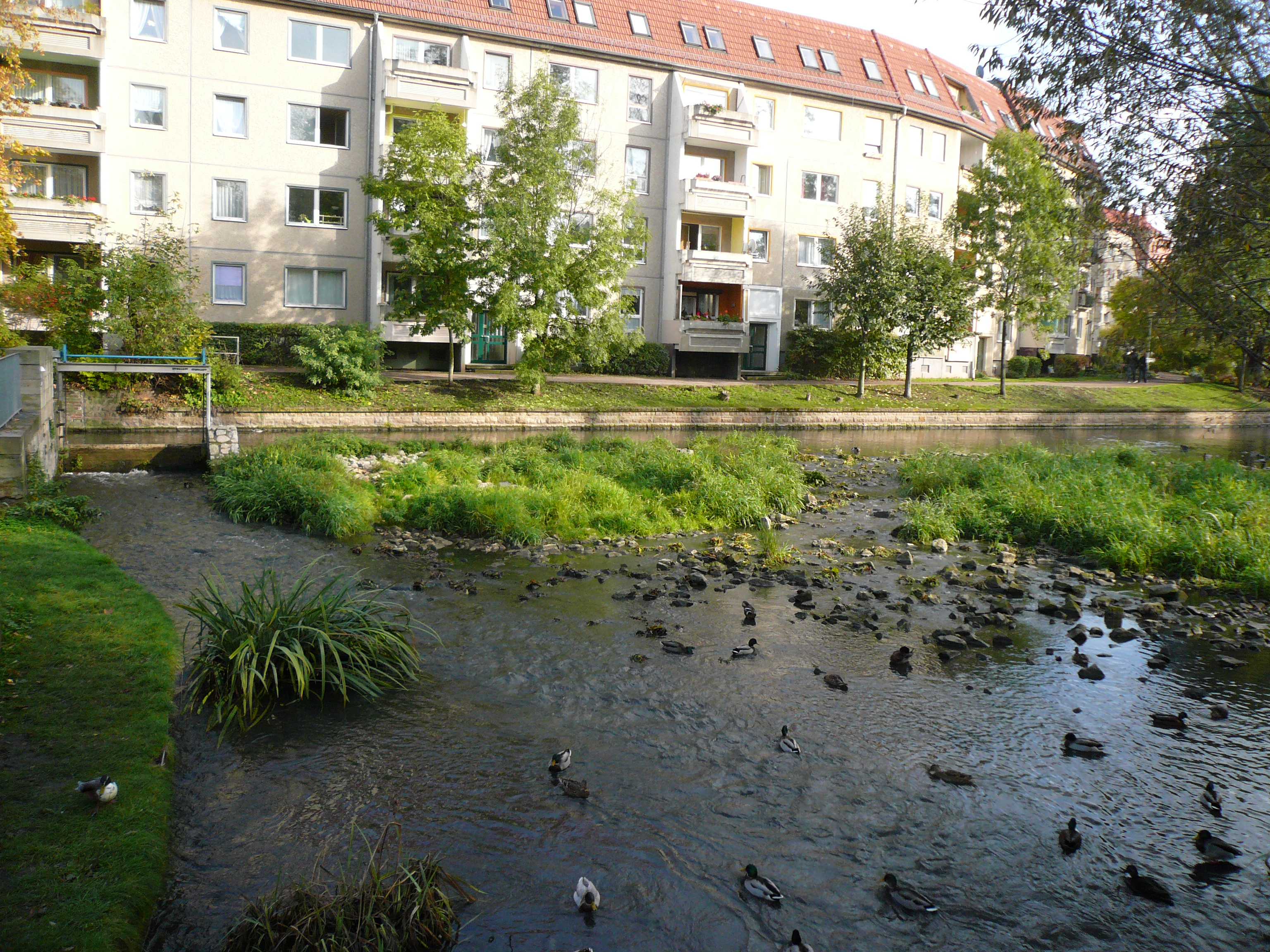
Das Steinbett des rechten Breitstrom-Armes. Hinter dem Siel im Hintergrund zweigt auf der linken Seite die Schmale Gera ab.
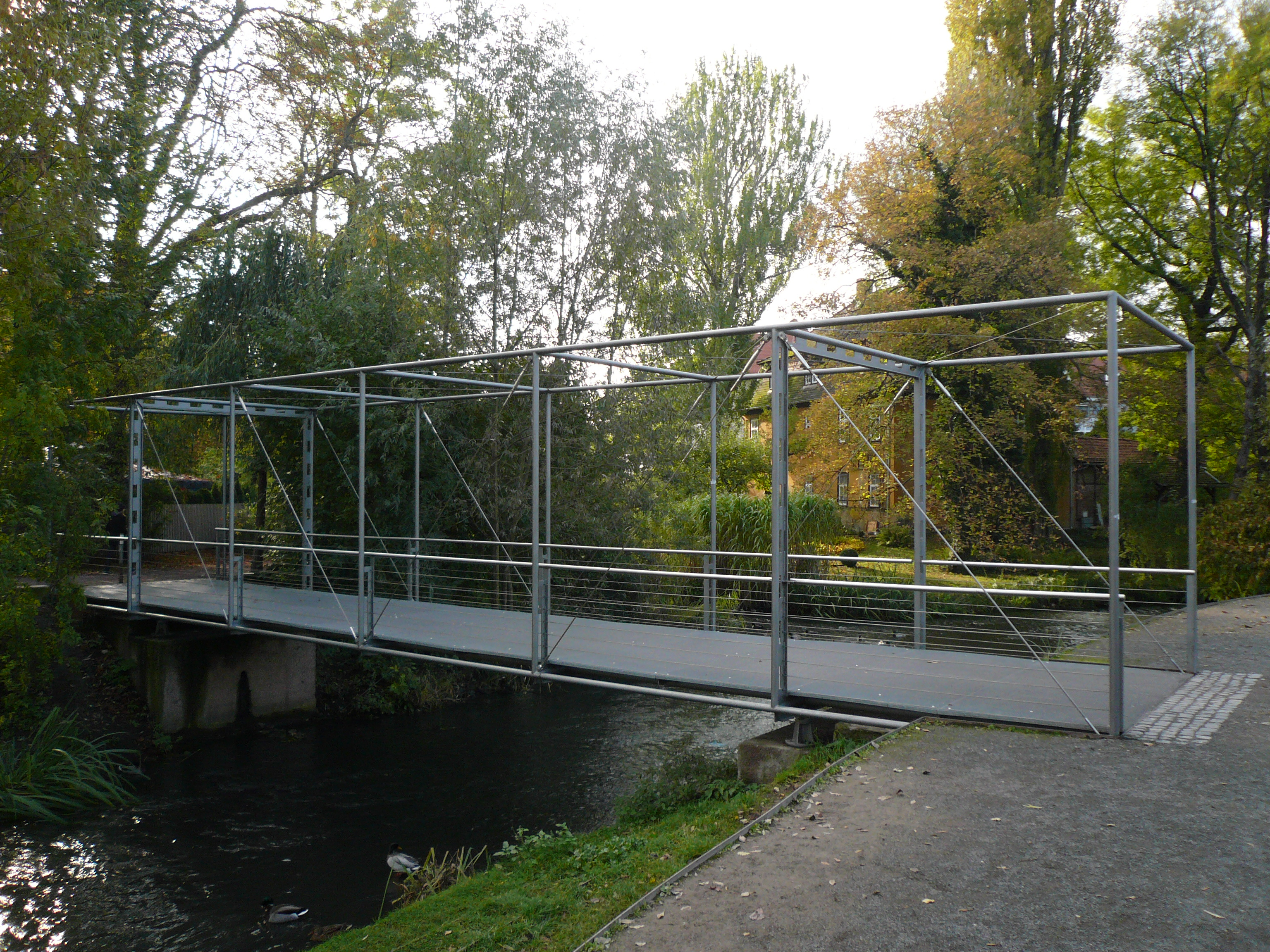
Die Brücke über den rechten Arm des Breitstroms
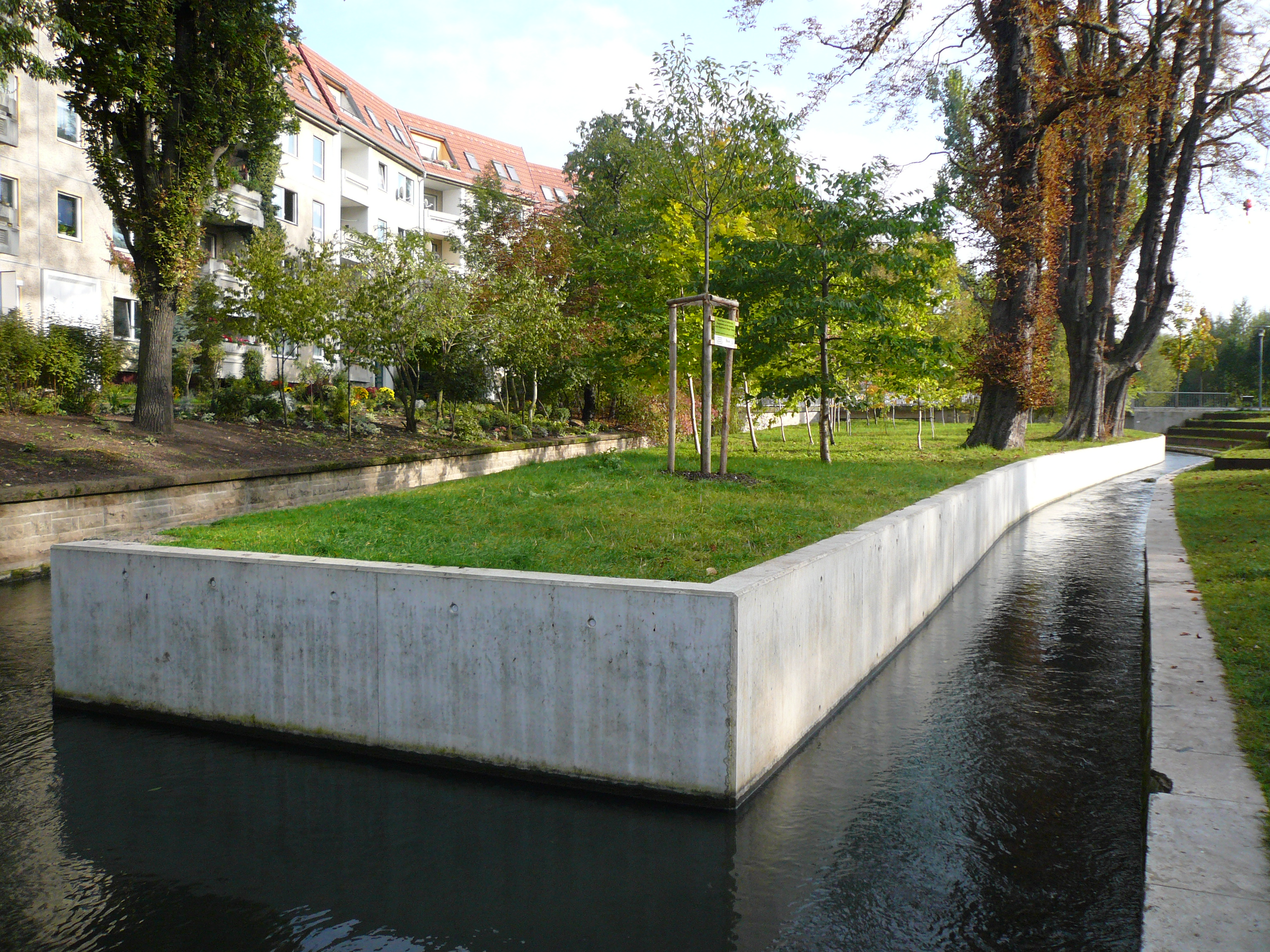
Eine befestigte Insel im rechten Arm des Breitstroms, um den Bäumen mehr Halt zu geben
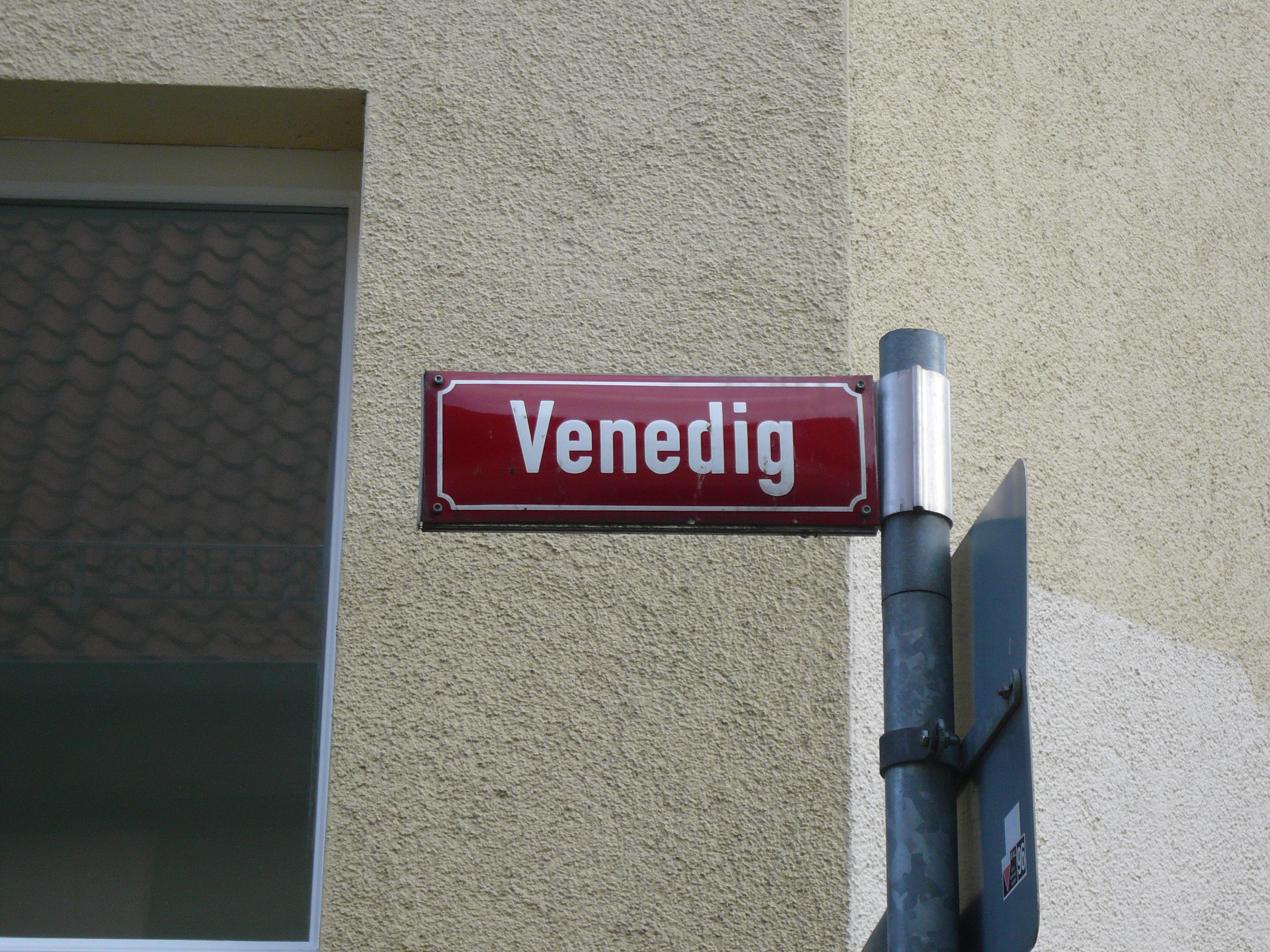
Ein Straßenschild